# 法國—幾內亞關係
法國－幾內亞關係是指西非国家几内亚与法国历史上及现代的关系，几内亚自19世纪中叶至1958年曾为法兰西殖民帝国的一部分，直到1958年脱离法国获得独立。独立后，两国关系曾长期不睦，甚至于1965年一度断交，1975年恢复邦交后，两国关系向好发展。现今，法國對几内亚多方面的影響仍然通過几内亚在法國大量的僑民、法語國家組織以及法国政府的开发援助等延續至今。

## 历史概况
法国于19世纪80年代开始在几内亚建立殖民统治，并于1891年正式建立法属几内亚殖民地，直到1958年，幾內亞通過全民公投获得独立。
尽管作为宗主国的法国曾要求几内亚留在法兰西共同体内，但为几内亚拒绝。几内亚也因此成為了当时唯一選擇不加入法蘭西共同體而獨立的前法國殖民地，艾哈邁德·塞古·杜爾成為幾內亞共和國首任總統。法国政府遂以断绝经济与技术援助、取消对几内亚商品的免关税政策等措施报复几内亚，同时撤走了在几内亚的大部分技术人员，并试图采取政治封锁，拒绝承认新建立的几内亚共和国，并阻止几内亚加入联合国，尽管如此，几内亚仍然在1958年12月12日加入联合国。
随后，法國仍然試圖通過一系列政變推翻塞古政府，重新控制幾內亞，但均宣告失敗，几内亚政府亦指责法国屡次阴谋推翻几内亚，遂与1965年宣佈断交。幾內亞與法國紧张恶劣的關係也一定程度上影響了與塞內加爾、象牙海岸等邻近的法語非洲國家以及同樣在非洲擁有殖民地的葡萄牙的關係。其中后者曾于1970年入侵几内亚，但被几内亚政府与几内亚和佛得角非洲独立党击败。
20世紀70年代後，幾內亞開始緩和與法國的外交關係，並于1975年恢復邦交。此后两国关系才得到了长足的发展。
2021年，几内亚发生军事政变后，法國政府譴責了政變，並要求政變軍人立即釋放總統阿爾法·孔戴。

## 经贸投资关系
法国是几内亚主要的贸易伙伴之一，2022年，几内亚为法国第113大贸易伙伴。当年，有80家法国企业在几内亚有投资活动，法国也是几内亚矿藏的主要开发國之一。

### 援助
法国为几内亚主要的援助来源国之一，对几内亚的援助约占国外援助的50%，其援助内容亦用于几内亚经济发展的各个领域，法国每年亦援助几内亚投资修建一部分耕地。2014年，對於埃博拉疫情在几内亚擴散，法国亦提供了1.58亿欧元的人道主义援助，以协助几内亚政府对付疫情扩散、疫后重建。

## 人文交流
法语为几内亚的官方语言，几内亚亦为法語國家組織的成员国，法国亦在文教领域给予了几内亚大量援助，并定期提供奖学金以供几内亚学生前往法国深造。